# FDP Berlin
Die FDP Berlin ist der Landesverband der Freien Demokratischen Partei im Bundesland Berlin.

## Geschichte

### Von der Gründung bis zur Spaltung 1945–1950
In der Wohnung des ersten Vorsitzenden Waldemar Koch wurde am 16. Juni 1945 die „Deutsche Demokratische Partei“ gegründet. Der Name griff die Tradition der Deutschen Demokratischen Partei der Weimarer Republik auf, wurde aber bei der Anmeldung in „Liberal-Demokratische Partei Deutschlands“ (LDP) geändert. Die LDP wurde am 10. Juli 1945 für die Sowjetische Besatzungszone zugelassen. In Berlin-Mitte, in der Taubenstraße 48/49 wurde eine „Reichsgeschäftsstelle“ eingerichtet. Dort wurde am 21. September 1945 auch der Berliner Landesverband gegründet. Zum Vorsitzenden des Landesverbandes Berlin wurde mit 15 Stimmen zu 2 Stimmen Martin Stritte gewählt. Bereits 5 Monate später verlor er das Vertrauen der Parteibasis, die ihm eine zu große Nähe zu den Sowjets vorwarf. Nachfolger wurde Fritz Hausberg, dessen Stellvertreter Carl-Hubert Schwennicke.
Bei der Wahl zur Stadtverordnetenversammlung von Groß-Berlin 1946 erreichte die Partei trotz Behinderungen in Ost-Berlin einen Stimmenanteil von 9,3 %.
Die zunehmende Gleichschaltung der Liberal-Demokratischen Partei Deutschlands in der SBZ führte zum Konflikt mit der (Gesamt-)Berliner LDP. Auf dem 2. Parteitag der LDP vom 5. bis 7. Juli 1947 sprach sich der Berliner Delegierte Anton Schöpke names seines Landesverbandes gegen die Wiederwahl von Wilhelm Külz aus. Ein Antrag auf geheime Wahl wurde abgelehnt und Wilhelm Külz in offener Abstimmung mit 258 gegen 23 Stimmen bei 9 Enthaltungen in seinem Amt bestätigt. Daraufhin zog der Landesverband Berlin seine Vertreter aus dem Gesamtvorstand der LDP zurück.
Der Berliner Landesparteitag bestätigte am 15. August 1947 Carl-Hubert Schwennicke als Vorsitzenden. Die SMAD erklärte Schwennicke für „untragbar“, konnte ihn aber aufgrund des Status der Stadt Berlin nicht absetzen. Im Januar 1948 forderte der Berliner Landesvorstand Wilhelm Külz, der einen unabgestimmten Artikel im „Morgen“ über die politische Entwicklung in Westdeutschland veröffentlicht hatte, zur Rückgabe seines Stadtverordnetenmandates auf. Dies nahm die Zonenleitung der LDP zum Anlass, die Gründung einer „Landesgruppe Berlin“ unter Reinhold Schwarz vorzunehmen. Damit war die Spaltung des Landesverbandes vollzogen. Eine gesamtberliner Funktionärskonferenz am 25. Januar 1948 stimmte mit 490 zu 6 Stimmen gegen den Spaltungsversuch und unterstützte Carl-Hubert Schwennicke. Der erweiterte Parteivorstand des Zonenverbandes der LDP beschloss daraufhin am 10. Februar 1948, den Ausschluss des Berliner Landesverbandes aus der LDP.

### Die LDP in Ost-Berlin
Nach dem Tode von Külz wurde im Ostsektor Berlins am 26. April 1948 eine „Arbeitsgemeinschaft der LDP Berlin“ gebildet. Diese wurde später als „Bezirksverband Groß-Berlin“ Teil der LDPD. Die LDPD war als sogenannte Blockpartei in einheitliche Wahllisten der Nationalen Front zusammen mit der SED eingebunden. Wie die CDU, die National-Demokratische Partei Deutschlands und die Demokratische Bauernpartei Deutschlands spielte sie seit Gründung der DDR am 7. Oktober 1949 als gestaltende politische Partei immer mehr eine untergeordnete Rolle und wurde somit zur Gehilfin der kommunistischen SED. Der Berliner Bezirksverband war der Bezirksverband des de facto Bezirks Ost-Berlin der DDR und stellte als solche die vor den Wahlen festgelegte Zahl an Mitgliedern in der Ost-Berliner Stadtverordnetenversammlung und der Volkskammer.

### Die FDP in West-Berlin
Die Spaltung der Berliner LDP folgte der Spaltung Deutschlands und Berlins. Erster Höhepunkt der sowjetischen Spaltungspolitik war die Berlin-Blockade. In dieser Phase gelang es der LDP bei der Wahl zur Stadtverordnetenversammlung von Groß-Berlin 1948 (im Westen; in Ost-Berlin fanden bis 1990 keine demokratischen Wahlen mehr statt) den Stimmenanteil auf 16,1 % zu steigern. Im letzten gesamtberliner Magistrat von 1948 unter Ernst Reuter war die LDP mit 3 Stadträten vertreten: Hugo Holthöfer für Post- und Fernmeldewesen, Walter Conrad für Gesundheitswesen
und Marie-Elisabeth Lüders für Sozialwesen.
Am 12. Januar 1949 benannte sich die Landespartei in „FDP-Landesverband Berlin“ um.
Konnte die FDP 1950 und 1954 mit 23,0 Prozent bzw. 12,8 Prozent der Stimmen sehr gute Ergebnisse erzielen, fiel sie 1958 erstmals mit 3,8 Prozent der Stimmen aus dem Abgeordnetenhaus raus.
Jedoch gelang ihr bereits 1963 die Rückkehr. Erst 1989 schied sie das nächste mal aus dem Parlament aus, um bereits zwei Jahre später in Folge der Wiedervereinigung zurückzukehren.

### Seit der Wiedervereinigung

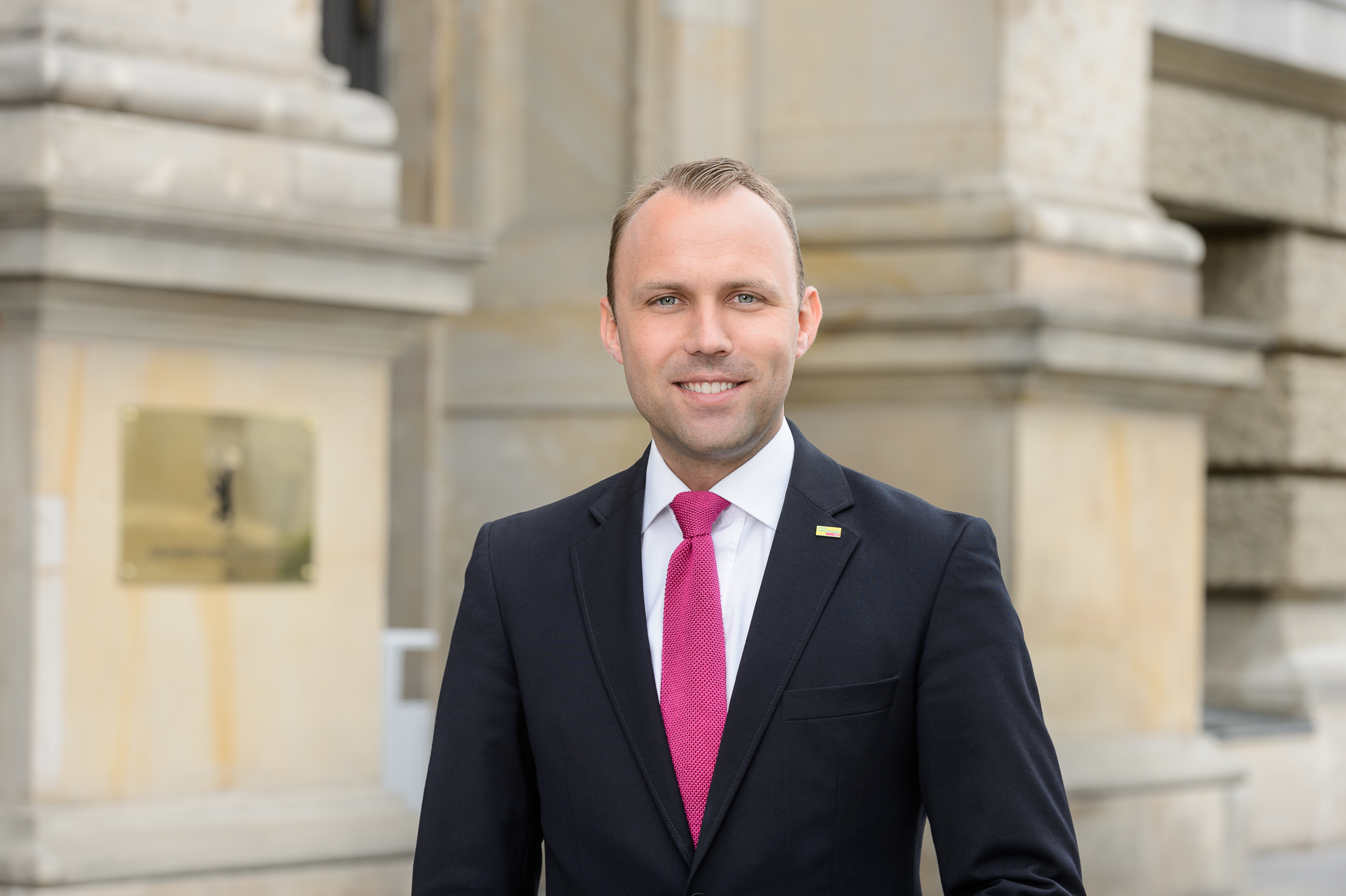
Sebastian Czaja, Spitzenkandidat zur Abgeordnetenhauswahl 2016

Bei der 1990 stattfindenden Abgeordnetenhauswahl, der ersten Gesamtberliner Wahl seit 1946, errang die FDP Berlin 7,1 %. Nach Wahlschlappen in den Jahren 1995 und 1999 gelang der Berliner FDP 2001 der Wiedereinzug ins Abgeordnetenhaus mit einem starken Ergebnis von 9,9 %. 2006 konnte die Fraktion im Abgeordnetenhaus bei der in diesem Jahr stattfindenden Wahl verteidigt werden. 2011 verlor die FDP Berlin die Wahl zum Abgeordnetenhaus von Berlin 2011 jedoch deutlich und scheiterte am Einzug in das Abgeordnetenhaus. Mitte September 2015 zog sich die erst 2014 gewählte Landesvorsitzende Alexandra Thein aufgrund gesundheitlicher Probleme zurück. Ihr folgte Henner Schmidt kommissarisch. Neu geschaffen wurde Ende September 2015 das Amt des Generalsekretärs, das Sebastian Czaja bekleidet. Er gehört, neben der damaligen Landesvorsitzenden Sibylle Meister, somit zum Spitzenpersonal der FDP Berlin, der bei der Wahl zum Abgeordnetenhaus von Berlin 2016 ein Wiedereinzug ins Abgeordnetenhaus gelang. Eines der Haupt-Wahlkampfthemen war dabei der (letztlich erfolgreiche) Volksentscheid über den Weiterbetrieb des Flughafens Berlin-Tegel, den die FDP Berlin initiiert hatte.
In der zweimal durchgeführten Berliner Wahl von 2023 gelang es der Partei nicht, in der Anzahl ihrer Stimmen über die in der Berliner Verfassung vorgeschriebene Fünf-Prozent-Hürde zu kommen und musste das Abgeordnetenhaus verlassen.

## Landesverband

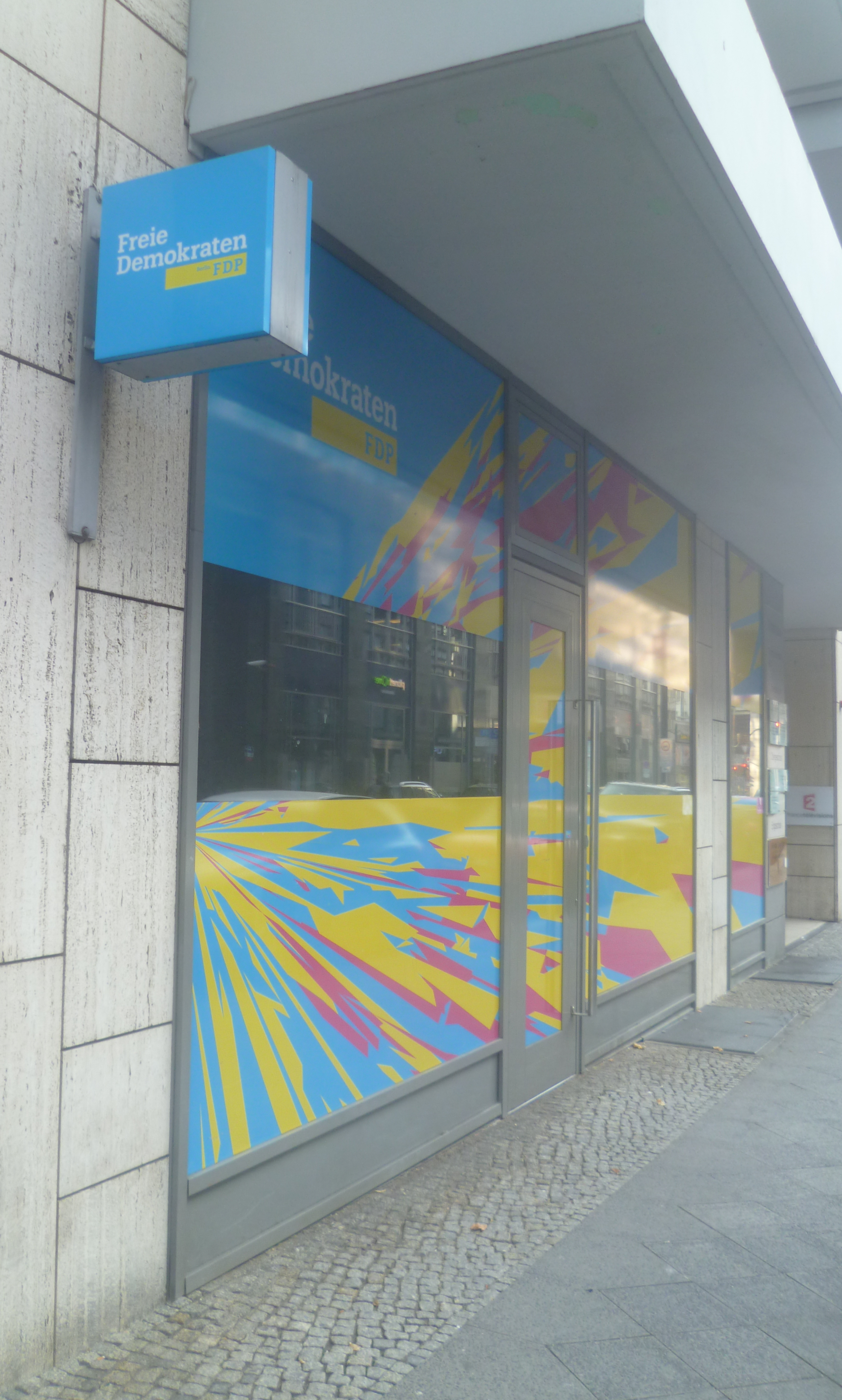
Landesgeschäftsstelle der FDP Berlin

### Bezirksverbände mit ihren Ortsverbänden
Der Landesverband der Freien Demokratischen Partei Berlin gliedert sich in zwölf Bezirksverbände und 28 Ortsverbände.
- Bezirksverband Charlottenburg-Wilmersdorf: Ortsverbände Alt-Wilmersdorf, Charlottenburg City, Charlottenburg West, Wilmersdorf
- Bezirksverband Friedrichshain-Kreuzberg: Ortsverbände Friedrichshain, Kreuzberg
- Bezirksverband Lichtenberg: keine Ortsverbände
- Bezirksverband Marzahn-Hellersdorf: keine Ortsverbände
- Bezirksverband Mitte: Ortsverbände Gendarmenmarkt, Hackescher Markt, Oranienburger Tor, Tiergarten, Wedding
- Bezirksverband Neukölln: Ortsverbände Britz-Buckow-Rudow, Neukölln-Nord
- Bezirksverband Pankow: Ortsverbände FDP OV Stadt Land Panke, Prenzlauer Berg, Weißensee
- Bezirksverband Reinickendorf: Ortsverbände Nord, Mitte-Süd
- Bezirksverband Spandau: Ortsverbände Spandau Mitte, Spandau Havel
- Bezirksverband Steglitz-Zehlendorf: Ortsverbände Dahlem, Lichterfelde-Lankwitz, Steglitz, Zehlendorf, Wannsee
- Bezirksverband Tempelhof-Schöneberg: Ortsverbände Friedenau, Schöneberg, Tempelhof-Süd, Tempelhof
- Bezirksverband Treptow-Köpenick: keine Ortsverbände

### Landesfachausschüsse
Die politische Arbeit des Landesvorstandes wird von den folgenden Landesfachausschüssen fachkundig unterstützt.
- Bauen und Wohnen
- Bezirke und Verwaltungsreform
- Digitalpolitik
- Europa und Internationales
- Gesundheit
- Hochschulen und Forschung
- Kulturpolitik, Meden, Kreativwirtschaft
- Liberaler Rechtsstaat
- Mobilität, Umwelt, Energie
- New Work, berufl., akadem. Weiterbildung u. sozialer Aufstieg
- Offene Gesellschaft und Diversität
- Soziales und Familie
- Weltbeste Bildung
- Wirtschaft, Innovationen, Haushalt, Finanzen[4]

### Vorfeldorganisationen
In Berlin gibt es eine Reihe von Organisationen, die der FDP Berlin nahestehen.
- Junge Liberale Berlin (JuLis)
- Liberale Frauen
- Freie Demokratische Wohlfahrt (FDW)
- Friedrich-Naumann-Stiftung für die Freiheit (FNF)
- Liberale Hochschulgruppen (LHG)
- Liberaler Mittelstand (LM)
- Liberale Arbeitnehmer (LAN)
- Liberale Schwule und Lesben (LiSL)
- Liberale Senioren (LiS)
- Vereinigung liberaler Kommunalpolitiker (VLK)
- Deutsche Gruppe der Liberalen Internationalen (DGLI)
- Liberale Türkisch-Deutsche Vereinigung (LTD)

## Wahlergebnisse

FDP Wahl zum Abgeordnetenhaus von Berlin 2023

### Wahlen zum Abgeordnetenhaus
| Ergebnisse der Landtagswahlen | Ergebnisse der Landtagswahlen | Ergebnisse der Landtagswahlen | Ergebnisse der Landtagswahlen |
| Jahr                          | Stimmen                       | Sitze                         |                               |
| ----------------------------- | ----------------------------- | ----------------------------- | ----------------------------- |
| 1950                          | 23,1 %                        | 32                            |                               |
| 1954                          | 12,8 %                        | 19                            |                               |
| 1958                          | 3,9 %                         | —                             |                               |
| 1963                          | 7,9 %                         | 10                            |                               |
| 1967                          | 7,1 %                         | 9                             |                               |
| 1971                          | 8,4 %                         | 11                            |                               |
| 1975                          | 7,1 %                         | 11                            |                               |
| 1979                          | 8,1 %                         | 11                            |                               |
| 1981                          | 5,6 %                         | 7                             |                               |
| 1985                          | 8,5 %                         | 12                            |                               |
| 1989                          | 3,9 %                         | —                             |                               |
| 1990                          | 7,1 %                         | 18                            |                               |
| 1995                          | 2,5 %                         | —                             |                               |
| 1999                          | 2,2 %                         | —                             |                               |
| 2001                          | 9,9 %                         | 15                            |                               |
| 2006                          | 7,6 %                         | 13                            |                               |
| 2011                          | 1,8 %                         | —                             |                               |
| 2016                          | 6,7 %                         | 12                            |                               |
| 2021                          | 7,2 %                         | 12                            |                               |
| 2023                          | 4,6 %                         | —                             |                               |

### Bundestagswahlen
| Bundestagswahlergebnisse | Bundestagswahlergebnisse | Bundestagswahlergebnisse | Bundestagswahlergebnisse                                                                                       |
| ------------------------ | ------------------------ | ------------------------ | --- |
| Jahr                     | Stimmen                  | Sitze                    | Abgeordnete |
| 1990                     | 9,1 %                    | 3                        | Wolfgang Lüder, Klaus Röhl, Jürgen Starnick                                                                    |
| 1994                     | 5,2 %                    | 2                        | Günter Rexrodt, Klaus Röhl                                                                                     |
| 1998                     | 4,9 %                    | 1                        | Günter Rexrodt                                                                                                 |
| 2002                     | 6,6 %                    | 2                        | Günter Rexrodt (verstorben am 19. August 2004, Nachrücker: Hellmut Königshaus), Markus Löning                  |
| 2005                     | 8,2 %                    | 2                        | Hellmut Königshaus, Markus Löhning                                                                             |
| 2009                     | 11,5 %                   | 3                        | Hellmut Königshaus (ausgeschieden am 20. Mai 2010, Nachrücker: Holger Krestel), Lars Lindemann, Martin Lindner |
| 2013                     | 3,6 %                    | —                        | — |
| 2017                     | 8,9 %                    | 3                        | Hartmut Ebbing, Daniela Kluckert, Christoph Meyer                                                              |
| 2021                     | 9,1 %                    | 3                        | Daniela Kluckert, Lars Lindemann, Christoph Meyer                                                              |
| 2025                     | 3,8 %                    | —                        | — |

## Regierungsbeteiligungen
Die Berliner FDP war insgesamt 24 Jahre an der Landesregierung beteiligt:
Von 1950 bis 1953 war sie im Rahmen einer Koalition aus SPD, CDU und FDP im Senat Reuter vertreten. Nach dem Tod Ernst Reuters zerbrach die Koalition und die FDP bildete eine Koalition mit der CDU unter Walther Schreiber.
Diese Koalition hielt jedoch nur ein gutes Jahr bis zur Wahl zum Abgeordnetenhaus von Berlin 1954, bei welcher die SPD unter Otto Suhr die absolute Mehrheit erreichte. Die CDU ging als Juniorpartner der SPD in die Regierung, die FDP bildete die Opposition.
Nach der Wahl zum Abgeordnetenhaus von Berlin 1963 bot der Regierende Bürgermeister Willy Brandt der FDP trotz absoluter Mehrheit eine Koalition an, in welche die FDP auch einwilligte. Sie war somit am dritten Senat Brandt beteiligt. Diese Koalition wurde bis zur Wahl zum Abgeordnetenhaus von Berlin 1971 fortgesetzt, so dass die FDP auch im ersten Senat Albertz, im zweiten Senat Albertz und im ersten Senat Schütz vertreten war.
Nach der Wahl 1971 bildete die SPD eine Alleinregierung, die sie nach der Wahl zum Abgeordnetenhaus von Berlin 1975 aufgrund der verloren gegangenen absoluten Mehrheit nicht weiterführen konnte. Die FDP bildete wiederum eine Koalition mit der SPD, die diesmal bis zur Wahl zum Abgeordnetenhaus von Berlin 1981 hielt und der FDP eine Beteiligung an den Senaten Schütz III, Stobbe I, Stobbe II und dem Senat Vogel ermöglichte.
Bei der Wahl 1981 verlor die sozialliberale Koalition ihre Mehrheit. Aufgrund der bestehenden Rot-Gelben Koalition unter Bundeskanzler Helmut Schmidt verzichtete die FDP auf das Koalitionsangebot der CDU, erklärte sich aber bereit, aus der Opposition heraus den Senat Weizsäcker zu tolerieren.
Nach dem Koalitionswechsel auf Bundesebene trat die Berliner FDP 1983 offiziell in den Senat ein. Diese schwarz-gelbe Koalition hielt bis 1989 auch unter Eberhard Diepgen, verlor aber 1989 ihre Mehrheit.
Seitdem ist die Berliner FDP nicht mehr an der Berliner Regierung beteiligt. Nach der Wahl zum Abgeordnetenhaus von Berlin 2001 führte die FDP zwar mit SPD und Bündnis 90/Die Grünen Gespräche zur Bildung einer Ampelkoalition unter Klaus Wowereit, die jedoch recht schnell scheiterten.

## Landesvorsitzende
| Jahre     | Vorsitzender           |
| --------- | ---------------------- |
| 1960–1969 | William Borm           |
| 1969–1971 | Hermann Oxfort         |
| 1971–1981 | Wolfgang Lüder         |
| 1981      | Jürgen Kunze           |
| 1981–1989 | Walter Rasch           |
| 1989–1990 | Hermann Oxfort         |
| 1990–1994 | Carola von Braun       |
| 1994–1995 | Günter Rexrodt         |
| 1996–1998 | Martin Matz            |
| 1998–2000 | Rolf-Peter Lange       |
| 2000–2004 | Günter Rexrodt         |
| 2004–2009 | Markus Löning          |
| 2010–2012 | Christoph Meyer        |
| 2012–2014 | Martin Lindner         |
| 2014–2015 | Alexandra Thein        |
| 2015–2016 | Henner Schmidt (komm.) |
| 2016–2018 | Sibylle Meister        |
| seit 2018 | Christoph Meyer        |

## Landesvorsitzende der LDP in Ost-Berlin
Landesvorsitzende
- Martin Stritte (1945–1946)
- Fritz Hausberg (1946)
- Carl-Hubert Schwennicke (1946–1948)
- Franz Gensecke (1948–1949)
- Reinhold Schwarz (1949–1952)

Bezirksvorsitzende
- Harri Leupold (1953–1959)
- Erich Rost (1959–1961)
- Harald Werthmann (1961–1984)
- Fritz Kausch (1984–1988)
- Klaus-Peter Weichenhain (1988–1990)

## Fraktion im Abgeordnetenhaus
Seit dem Scheitern der FDP an der Fünfprozenthürde bei der Wiederholungswahl zum 19. Abgeordnetenhaus im Februar 2023 besteht ab dem 16. März 2023 keine FDP-Fraktion im Abgeordnetenhaus von Berlin mehr. Die Geschäfte wickelt (ähnlich wie Björn Matthias Jotzo nach der Abgeordnetenhauswahl 2011) der vorherige parlamentarische Geschäftsführer Paul Fresdorf als Liquidator ab.
Bis 2023 gehörten zwölf FDP-Abgeordnete dem Berliner Landesparlament an. Fraktionsvorsitzender war Sebastian Czaja. Mitglieder waren in der ersten Hälfte der 19. Wahlperiode des Berliner Abgeordnetenhauses  bis zur Wiederholungswahl (Stand 04. Juli 2022):
| Abgeordnete(r)        | Einzug über | Funktionen/Mitgliedschaften                   |
| --------------------- | ----------- | --------------------------------------------- |
| Tobias Bauschke       | Listenplatz |                                               |
| Stefan Förster        | Listenplatz |                                               |
| Sebastian Czaja       | Listenplatz | Fraktionsvorsitzender                         |
| Paul Fresdorf         | Listenplatz | Parlamentarischer Geschäftsführer, Liquidator |
| Maren Jasper-Winter   | Listenplatz |                                               |
| Björn Matthias Jotzo  | Listenplatz | Parlamentarischer Geschäftsführer             |
| Florian Kluckert      | Listenplatz |                                               |
| Holger Krestel        | Listenplatz | stellvertretender Fraktionsvorsitzender       |
| Sibylle Meister       | Listenplatz | stellvertretende Fraktionsvorsitzende         |
| Felix Reifschneider   | Listenplatz |                                               |
| Roman-Francesco Rogat | Listenplatz |                                               |
| Christian Wolf        | Listenplatz |                                               |